# Evergreen Park
Evergreen Park is een plaats (village) in de Amerikaanse staat Illinois, en valt bestuurlijk gezien onder Cook County.

## Demografie
Bij de volkstelling in 2000 werd het aantal inwoners vastgesteld op 20.821. In 2006 is het aantal inwoners door het United States Census Bureau geschat op 19.669, een daling van 1152 (-5,5%).

## Geografie
Volgens het United States Census Bureau beslaat de plaats een oppervlakte van 8,2 km², geheel bestaande uit land.

## Geboren
- Brad Guzan (9 september 1984), voetballer

## Plaatsen in de nabije omgeving
De onderstaande figuur toont nabijgelegen plaatsen in een straal van 8 km rond Evergreen Park.